# 鷺原家
鷺原家（さぎはらけ）は、藤原北家勧修寺流甘露寺家庶流にあたる華族の男爵家。いわゆる「奈良華族」の一つ。

## 歴史
甘露寺勝長の四男量長は、文久2年（1862年）に幼くして奈良興福寺に入れられて恵海院住職となったが、明治元年（1868年）に勅命により復飾し、翌2年に堂上格を与えられて一家を起こして鷺原を家号とした。明治8年に華族に列し、明治17年（1884年）7月7日の華族令施行で華族が五爵制になると、翌8日に量長は男爵に叙された。夫人は池田荘造三女鈴（後に離縁）。
負債を抱えて経済的に困窮したため、明治21年（1888）5月10日に爵位を返上した。
量長の長男に明治13年生まれの量視があったが、明治39年に子供なく死去している。量長の長女に雪（明治11年6月27日生）がある。